# Моран (Во)
Моран (фр. Morrens) — громада  в Швейцарії в кантоні Во, округ Гро-де-Во.

## Географія
Громада розташована на відстані близько 75 км на південний захід від Берна, 7 км на північ від Лозанни.
Моран має площу 3,7 км², з яких на 15,1% дозволяється будівництво (житлове та будівництво доріг), 65,2% використовуються в сільськогосподарських цілях, 19,7% зайнято лісами, 0% не є продуктивними (річки, льодовики або гори).

## Демографія
2019 року в громаді мешкало 1129 осіб (+16,3% порівняно з 2010 роком), іноземців було 16,4%. Густота населення становила 308 осіб/км².
За віковим діапазоном населення розподілялося таким чином: 24,4% — особи молодші 20 років, 57,3% — особи у віці 20—64 років, 18,2% — особи у віці 65 років та старші. Було 432 помешкань (у середньому 2,6 особи в помешканні).
Із загальної кількості 122 працюючих 7 було зайнятих в первинному секторі, 24 — в обробній промисловості, 91 — в галузі послуг.